# Michael Madsen

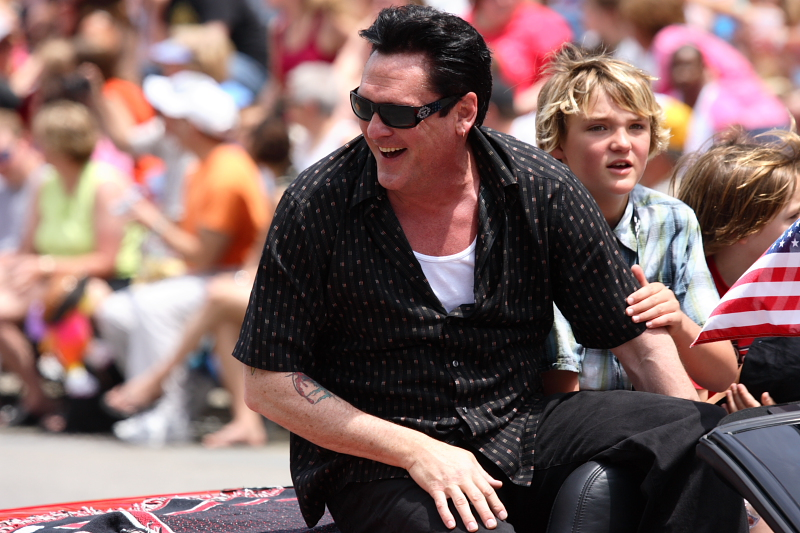
Michael Madsen, 2005.

Michael Soren Madsen, född 25 september 1957 i Chicago, Illinois, död 3 juli 2025 i Malibu, Los Angeles, var en amerikansk skådespelare. 
Madsens farföräldrar var danska och hans mors ursprung var irländskt och av amerikansk ursprungsbefolkning. Han fick fem söner: två med tidigare frun Jeannine Bisignano och tre med  DeAnna Morgan. Han var också gift med Georganne LaPiere (halvsyster till Cher). Madsen var bosatt i Malibu med sin familj.
Madsen gav röst åt Tony Cipriani i dator- och TV-spelet Grand Theft Auto III. Han spelade också en av rånarna i Quentin Tarantinos debutfilm De hänsynslösa (Reservoir Dogs). Han blev känd för att vara en av de allra mest produktiva skådespelarna i Hollywood med åtskilliga premiärer varje år.

## Filmografi i urval
- 1984 – Miami Vice (gästroll i TV-serie, avsnittet "Give a Little, Take a Little")
- 1989 – Pluton B i Vietnam (gästroll i TV-serie, avsnittet "Sleeping Dogs")
- 1991 – Thelma & Louise
- 1992 – Made of Steel
- 1992 – De hänsynslösa
- 1992 – Ärligt talat
- 1993 – Rädda Willy
- 1994 – Getaway - rymmarna
- 1994 – Wyatt Earp
- 1995 – Species
- 1995 – Rädda Willy 2
- 1997 – Donnie Brasco
- 1998–1999 – Hämnd AB (TV-serie)
- 1998 – Species II
- 2002 – Die Another Day
- 2003 – 44 Minutes
- 2003 – My Boss's Daughter
- 2003 – Kill Bill: Volume 1
- 2004 – Blueberry
- 2004 – Kill Bill: Volume 2
- 2005 – Sin City
- 2005 – The Last Drop
- 2005 – Blood Rayne
- 2005 – Berättelsen om Narnia: Häxan och lejonet
- 2006 – Scary Movie 4
- 2008 – Hell Ride
- 2011 – Not Another Not Another Movie
- 2011 – Joshua Tree
- 2011 – The Forest
- 2011 – The Lion of Judah
- 2011 – A Cold Day in Hell
- 2011 – Dirty Little Trick
- 2012 – Eldorado
- 2012 – Piranhaconda
- 2013 – Upside Down
- 2013 – Cockroaches
- 2013 – Along the Roadside
- 2015 – The Hateful Eight
- 2019 – Once Upon a Time in Hollywood